# Gonzalo Chillida
Gonzalo Chillida Juantegui (San Sebastián, 12 gennaio 1926 – San Sebastián, 5 luglio 2008) è stato un pittore spagnolo di origine basca, fratello dello scultore Eduardo Chillida. È considerato uno dei migliori rappresentanti dell'Astrazione Lírica nella pittura basca..

## Biografia
Di vocazione temprana, si iscrisse nel 1947 nell'Accademia di Belle Arti di San Fernando di Madrid, frequentando le classi di disegno del Circolo di Belle Arti. Tra 1951 e 1953 ampliò i suoi studi a Parigi, risiedendo nella Scuola di Spagna della capitale francese.
Durante i primi anni di formazione, il suo stile fu di carattere realista, con influenza del cubismo, sviluppando una pittura di struttura geometrica, di tracce decise e colori robusti.
A partire dagli anni sessanta la sua pittura fu evolvendo verso una maggiore astrazione, anche partendo sempre di un motivo reale com'erano il mare e le spiagge di fronte a cui visse in San Sebastián, i paesaggi della montagna basca o le vedute della meseta castigliana. Da questi anni fino a il suo decesso in 2008, il suo stile fu progresando verso forme più abbozzate, verso composizioni più essenziali e libere, riuscite con pennellate sottili di colore all'óleo.
La sua opera, mostrata lungo gli anni in esposizioni individuali e collettive nazionali e straniere, è rappresentata in musei e collezioni pubbliche e private, tra i quali il museo Artium di Vitoria, il Comune di San Sebastián, il British Museum di Londra, il Centro Andaluz de Arte Contemporáneo di Siviglia, la Colección BBVA di Madrid, la "Col·lecció Testimoni" di La Caixa di Barcellona, la Diputación Foral di Gipuzkoa, la Fundación Juan March di Madrid, l'Instituto Valenciano de Arte Moderno di Valenzia, il Museo Internacional de Arte Contemporáneo di Lanzarote, il Museo de Bellas Artes di Bilbao, il Museo de Arte Abstracto Español de Cuenca e il Museo de San Telmo di San Sebastián. La sua traiettoria professionale fu riconosciuta nel 2001 con la concessione della Medaglia di Oro dei Belle Arti per il Ministero di Cultura di Spagna.
Nel 2016, ebbe luogo nella Sala Kubo Kutxa di San Sebastián una grande mostra retrospettiva della sua opera, dove furono esposte delle pitture all'óleo accompagnate di una serie di disegni, acqueforti, litografie e fotografie originali e del nuovo video "L'idea del norte", diretto per Alicia Chillida e Benito Macías.